# Baďan
Baďan je obec na Slovensku v okrese Banská Štiavnica v Banskobystrickém kraji.

## Dějiny
Nálezy archeologických výzkumů z povrchových sběrů na katastrálním území obce a v okolí dokumentují osídlení již v mladší době kamenné. Jako osada se poprvé v písemném prameni objevuje Baďan roku 1245 jako Villa Bagun. Prakticky od konce 20. let 14. století až po zrušení poddanství v 19. století patřila obec do majetku různých statkářských rodin, měšťanů, z většiny pocházejících z jižní části Hontianské stolice. V druhé polovině 16. století vesnice prožívala období hrozeb turecké expanze.

### Historické památky
K největším historickým památkám patří evangelický kostel. V soupisu památek je na Slovensku charakterizovaný jako pozdně renesanční z roku 1685. Navzdory tomu je však zřejmé, že kostelík je starší a svým tvarovým řešením a rozmístěním otvorů je jej možné označit jako rotundu. V domě, který jako jediný svojí architekturou připomíná dávné časy, je zřízena místnost lidových tradicí. Najdeme tu předsíň se zděnou pecí, hliněné podlahy a dřevěné stropy, kamenný dvůr atd.

## Cestovní ruch
V části obce Klastava je vybudovaný naučný chodník pod názvem Po stopách predkov, kterého součástí je trasa umožňující jízdu na koních. Spolu s dalšími obcemi mikroregionu Južné Sitno se organizují Podsitnianske dni hojnosti, kde mají návštěvníci v období května až září možnost vidět tradiční kulturu obcí. V obci Baďan jsou v červenci organizovány Dni tradičného odievania. Jde o prezentaci řemesel tradičního odívání spojená s módní přehlídkou, soutěže jako smotávání vlny do klubka, rolování tkaných koberců, navlékání korálků na motouz, zašívání záplat apod.